# Thalia Tran
Thalia Tran (Newport Beach, ...) è un'attrice statunitense.

## Filmografia

### Attrice

#### Cinema
- La piccola boss (Little), regia di Tina Gordon Chism (2019)

#### Televisione
- Tiny Feminists – miniserie TV (2016)[1]
- Hotel Du Loone – serie TV, episodio 1x04 (2018) – non accreditata[1]
- Sydney to the Max – serie TV, episodio 2x06 (2020)
- Council of Dads – serie TV, 10 episodi (2020)
- Station 19 – serie TV, episodio 6x03 (2022)
- Avatar - La leggenda di Aang – serie TV, episodi 1x03-1x05-1x07 (2024)

### Doppiatrice
- Little Noi in Raya e l'ultimo drago

## Doppiatrici italiane
Da doppiatrice è sostituita da:
- Chiara Fabiano in Council of Dads
- Charlotte Infussi in Raya e l'ultimo drago